# Еспаррагоса-де-Ларес

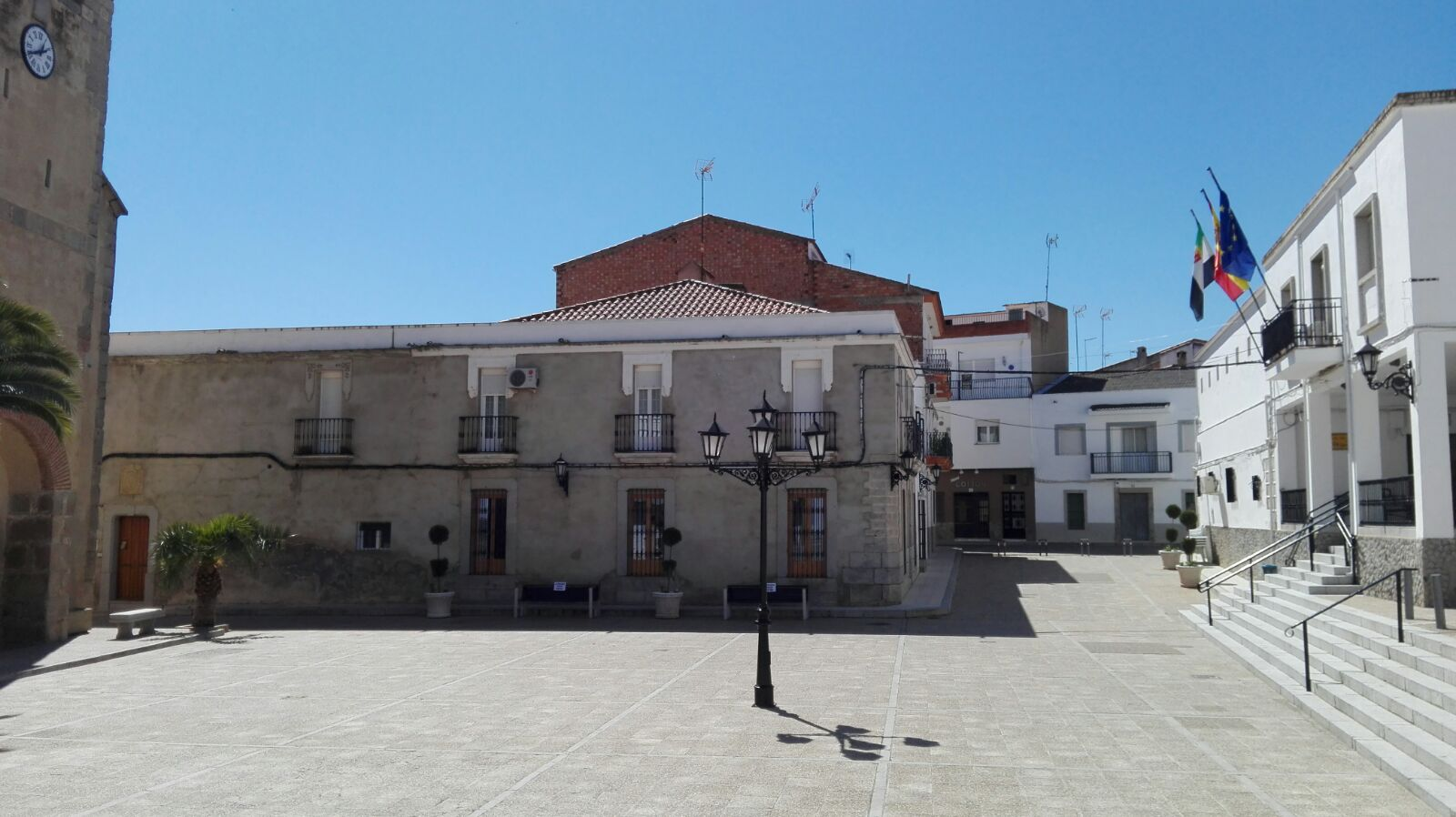

Еспаррагоса-де-Ларес (ісп. Esparragosa de Lares) — муніципалітет в Іспанії, у складі автономної спільноти Естремадура, у провінції Бадахос. Населення — 1031 особа (2010).
Муніципалітет розташований на відстані близько 210 км на південний захід від Мадрида, 150 км на схід від Бадахоса.
На території муніципалітету розташовані такі населені пункти: (дані про населення за 2010 рік)
- Еспаррагоса-де-Ларес: 1023 особи
- Галісуела: 8 осіб

## Демографія
Динаміка населення (INE ):